# Challenger de Salzburg 2022
El torneo Salzburg Open 2022 fue un torneo de tenis perteneció al ATP Challenger Tour 2022 en la categoría Challenger 125. Se trató de la 2ª edición; el torneo tuvo lugar en la ciudad de Salzburg (Austria), desde el 4 de julio hasta el 10 de julio de 2022 sobre pista de tierra batida al aire libre.

## Jugadores participantes del cuadro de individuales
| Favorito | País                       | Jugador                 | Rank1 | Posición en el torneo |
| -------- | -------------------------- | ----------------------- | ----- | --------------------- |
| 1        | Bandera de Francia         | Arthur Rinderknech      | 62    | Segunda ronda         |
| 2        | Bandera de Serbia          | Dušan Lajović           | 64    | Cuartos de final      |
| 3        | Bandera de República Checa | Jiří Lehečka            | 72    | Segunda ronda         |
| 4        | Bandera de España          | Roberto Carballés Baena | 87    | Segunda ronda         |
| 5        | Bandera de Suecia          | Mikael Ymer             | 88    | Segunda ronda         |
| 6        | Bandera de Brasil          | Thiago Monteiro         | 89    | CAMPEÓN               |
| 7        | Bandera de Argentina       | Facundo Bagnis          | 102   | Semifinales           |
| 8        | Bandera de España          | Fernando Verdasco       | 115   | Primera ronda         |

- 1 Se ha tomado en cuenta el ranking del 27 de junio de 2022.

### Otros participantes
Los siguientes jugadores recibieron una invitación (wild card), por lo tanto ingresan directamente al cuadro principal (WC):
- Lukas Neumayer
- Dominic Thiem
- Fernando Verdasco

Los siguientes jugadores ingresan al cuadro principal tras disputar el cuadro clasificatorio (Q):
- Facundo Díaz Acosta
- Iván Gájov
- Lucas Miedler
- Filip Misolic
- Maximilian Neuchrist
- Vitaliy Sachko

## Campeones

### Individual Masculino
- Thiago Monteiro derrotó en la final a  Norbert Gombos, 6–3, 7–6(2)

### Dobles Masculino
- Nathaniel Lammons /  Jackson Withrow derrotaron en la final a  Alexander Erler /  Lucas Miedler, 7–5, 5–7, [11–9]